# Porte Dorée (métro de Paris)
Pour les articles homonymes, voir Porte dorée.
Porte Dorée est une station de la ligne 8 du métro de Paris, située dans le 12e arrondissement de Paris.

## Situation
La station est implantée sous l'extrémité du boulevard Poniatowski, entre la rue de Picpus et l'avenue Daumesnil au droit de la place Édouard-Renard. Orientée selon un axe nord-est/sud-ouest, elle s'intercale entre les stations Michel Bizot et Porte de Charenton.

## Histoire
La station est ouverte le 5 mai 1931 avec la mise en service du prolongement de la ligne 8 depuis Richelieu - Drouot jusqu'à Porte de Charenton. Avec Porte de Bagnolet sur la ligne 3, Porte de Pantin sur la ligne 5 et Porte d'Italie sur la ligne 7, il s'agit d'une des quatre stations construites aux portes de Paris sans avoir joué le rôle de terminus à l'origine.
Elle doit sa dénomination à son implantation à la porte Dorée, dont l’étymologie du nom proviendrait de la contraction de « porte de l’orée du bois », du fait de sa localisation en lisière du bois de Vincennes. Une sculpture de femme, avec le sceau du fondeur Rudier, de toutes façons, en justifie le patronyme par sa couleur dorée.
La station est également le théâtre du premier crime parfait de l'histoire du métropolitain, événement qui a un grand retentissement à l'époque,. Le dimanche 16 mai 1937 vers 18 h 30, les voyageurs découvrent une jeune femme brune poignardée dans la voiture de première classe où elle se trouve seule. Lætitia Toureaux, âgée de vingt-neuf ans, est d'origine italienne et veuve d'un artisan parisien. L'enquête menée par le commissaire Badin révèle rapidement que cette femme avait une vie tumultueuse, travaillant sous un faux nom dans une agence de police privée ou ayant pour amants des officiers du Deuxième Bureau, visitant fréquemment et discrètement l'ambassade d'Italie, tout en tenant le vestiaire d'un dancing louche. La Cagoule est évoquée, mais la guerre éclate deux ans plus tard et l'affaire est finalement classée sans suite. Ce fait divers a inspiré l'écrivain Pierre Siniac pour son roman Le Crime du dernier métro, paru en 2001, ainsi qu'une des légendes du Manoir de Paris, attraction ouverte en 2011 dans le 10e arrondissement. En 1962, un inconnu s'accusant du crime en fait le récit dans une lettre adressée à la police.
Dans le cadre du programme « Renouveau du métro » de la RATP, les couloirs de la station et l'éclairage des quais ont été rénovés le 2 décembre 2008.
En 2019, selon les estimations de la RATP, 2 763 236 voyageurs sont entrés dans cette station ce qui la place à la 191e position des stations de métro pour sa fréquentation sur 302,.
En 2020, avec la crise du Covid-19, 1 428 784 voyageurs sont entrés dans cette station ce qui la place à la 182e position des stations de métro pour sa fréquentation.
En 2021, la fréquentation remonte progressivement, avec 1 918 182 voyageurs qui sont entrés dans cette station ce qui la place à la 186e position des stations de métro pour sa fréquentation.

## Services aux voyageurs

### Accès
La station dispose de six accès :
- Accès no 1 « place Édouard-Renard », Parc zoologique, 48° 50′ 06,63″ N, 2° 24′ 23,2″ E
- Accès no 2 « avenue Daumesnil »,48° 50′ 08,72″ N, 2° 24′ 22,63″ E
- Accès no 3 « boulevard Poniatowski », 48° 50′ 07,38″ N, 2° 24′ 21,91″ E
- Accès no 4 « rue Ernest-Lacoste », 48° 50′ 05,53″ N, 2° 24′ 18,89″ E
- Accès no 5 « rue de Picpus », 48° 50′ 03,14″ N, 2° 24′ 14,34″ E
- Accès no 6 « rue Joseph-Chailley », 48° 50′ 02,31″ N, 2° 24′ 14,97″ E

Accès à la station
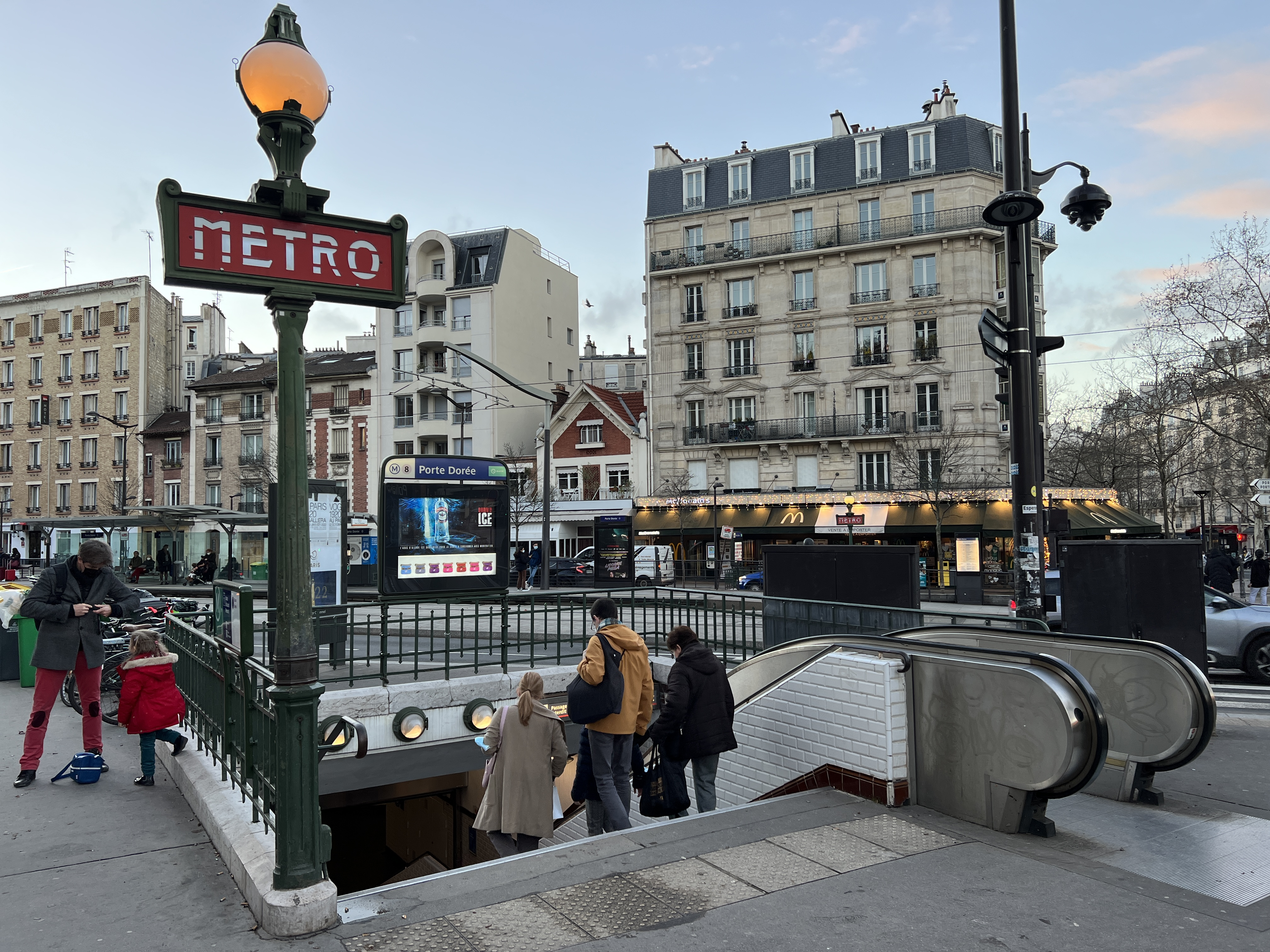
L'accès no 1 « Place Édouard-Renard ».
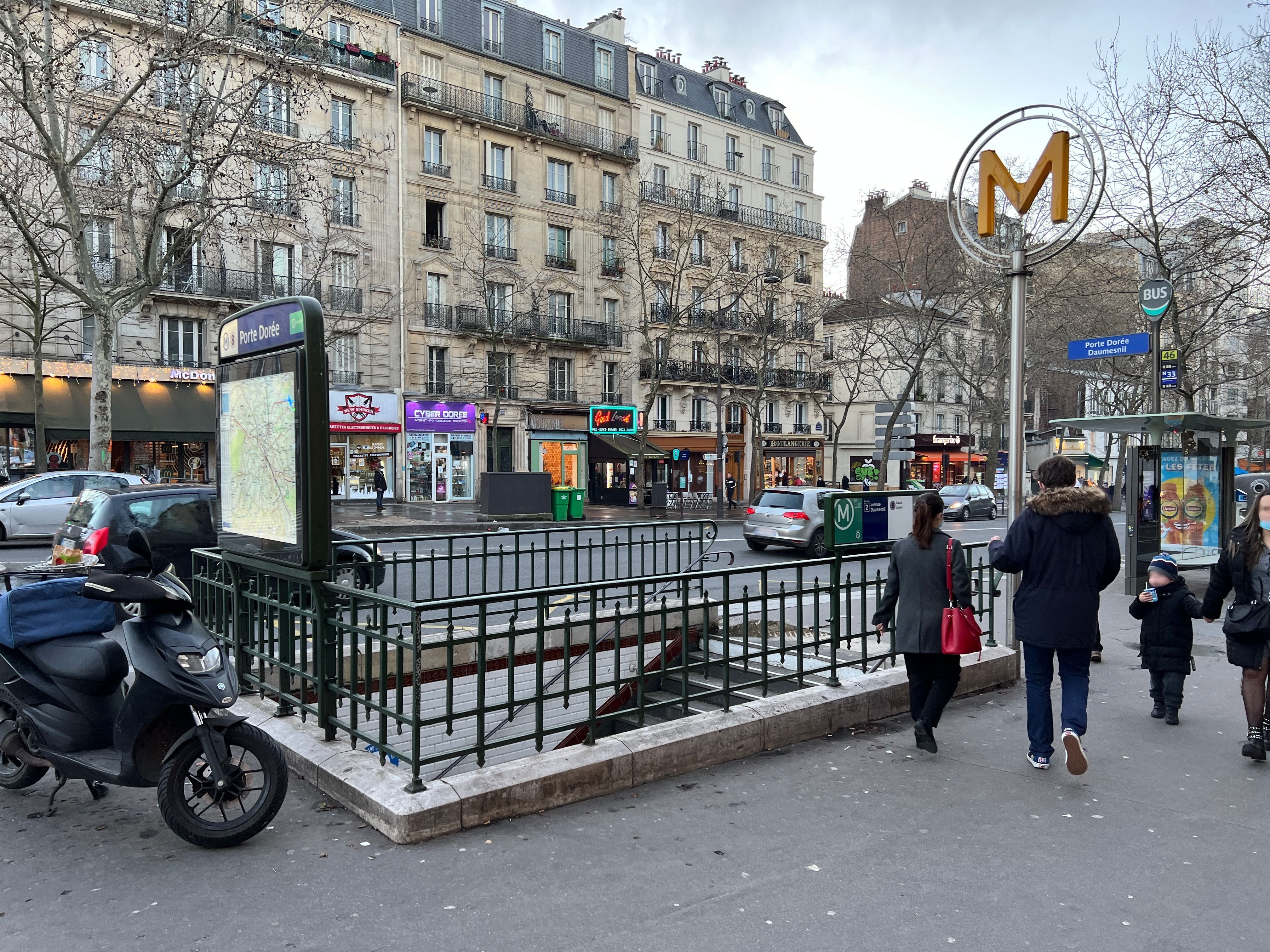
L'accès no 2 « Avenue Daumesnil ».
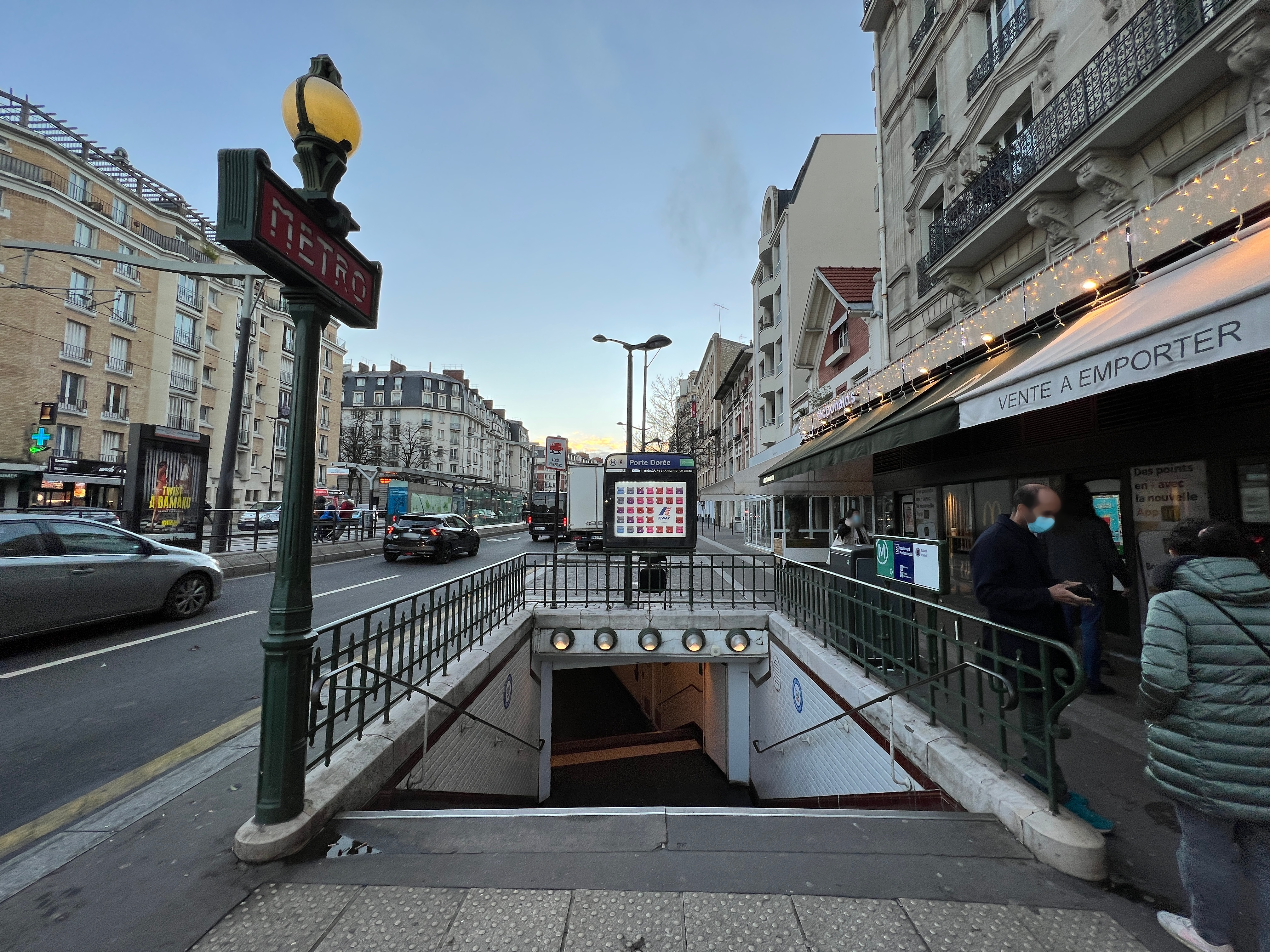
L'accès no 3 « Boulevard Poniatowski ».
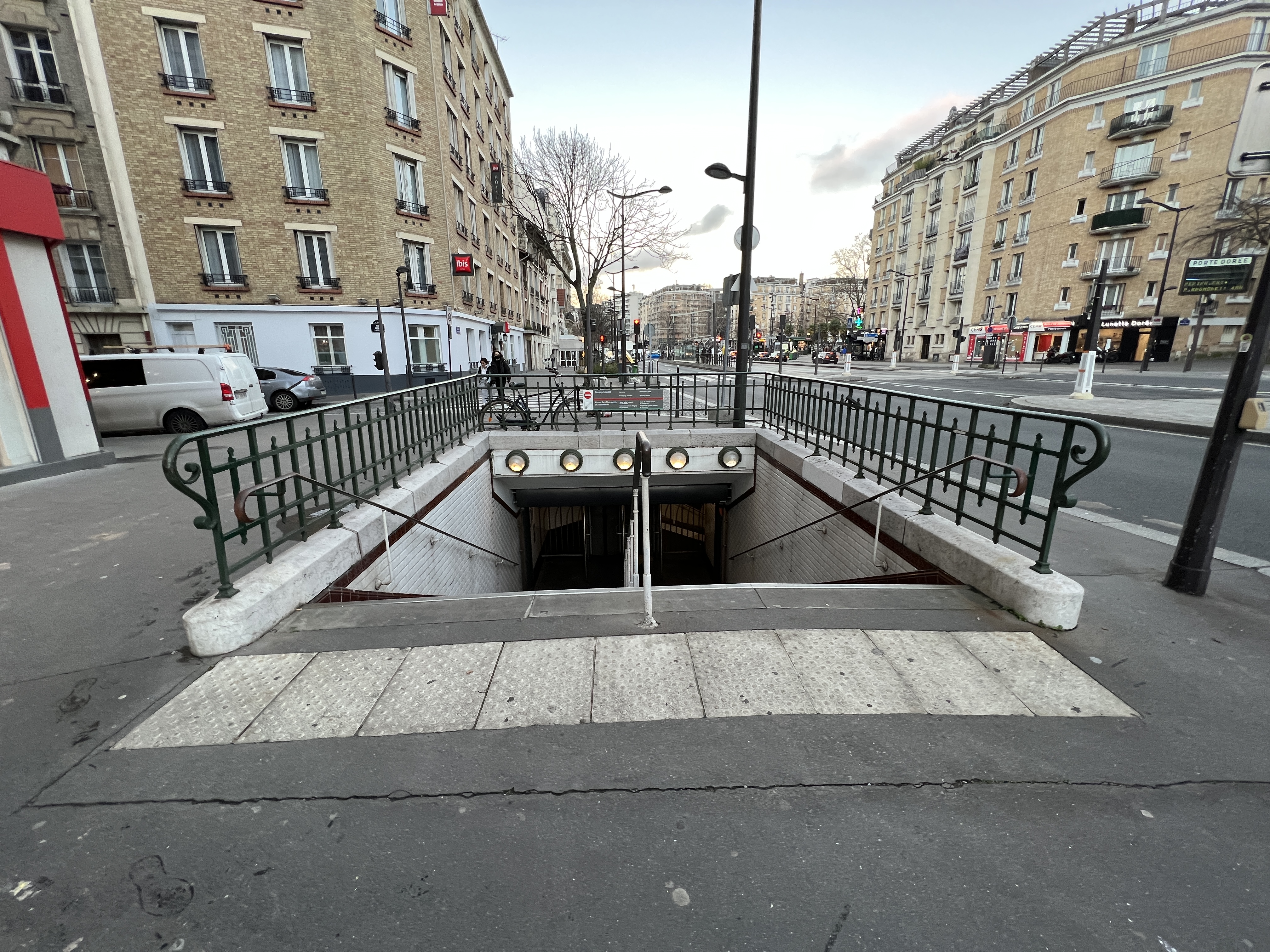
L'accès no 4 « Rue Ernest-Lacoste ».
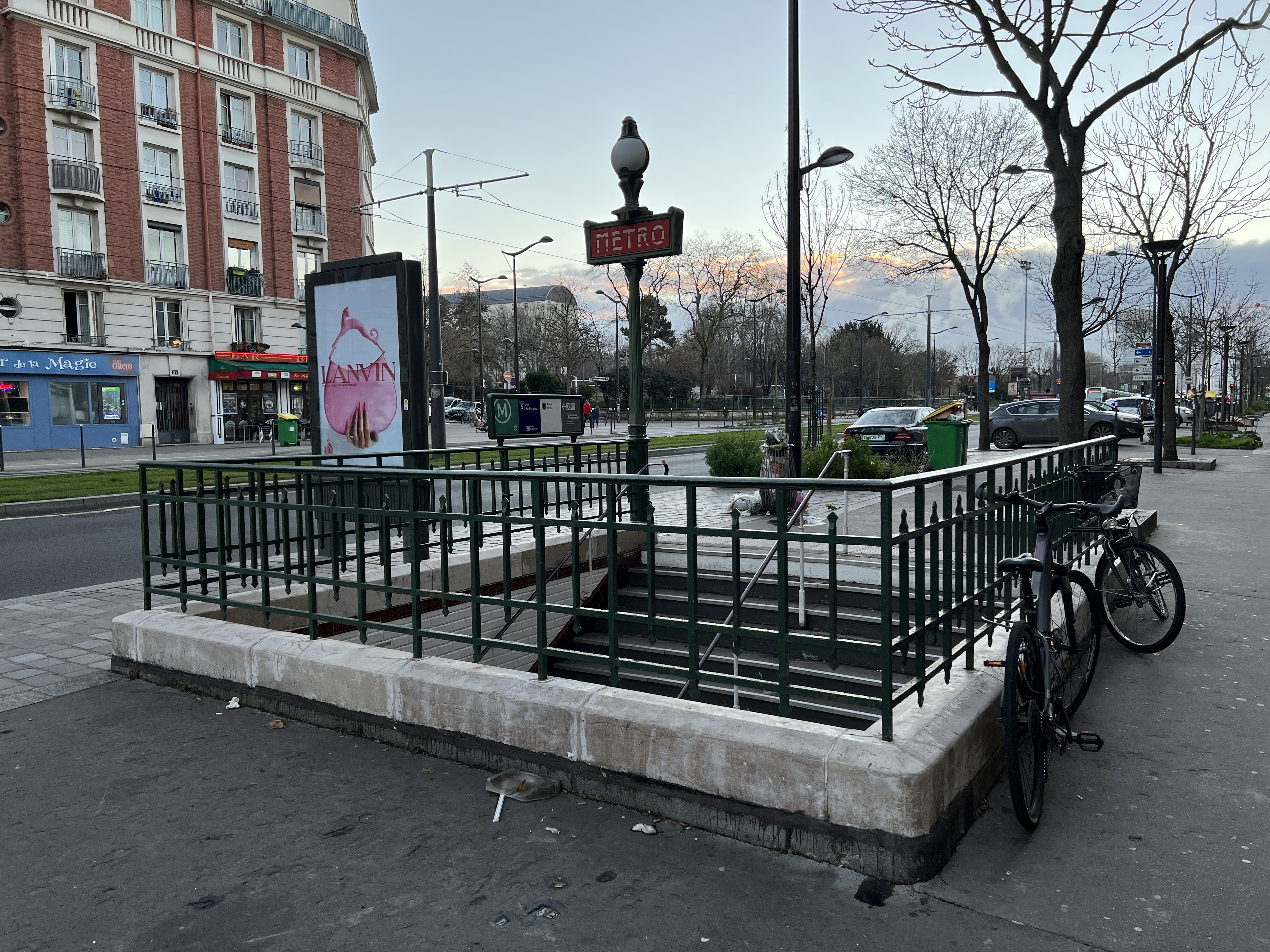
L'accès no 5 « Rue de Picpus ».
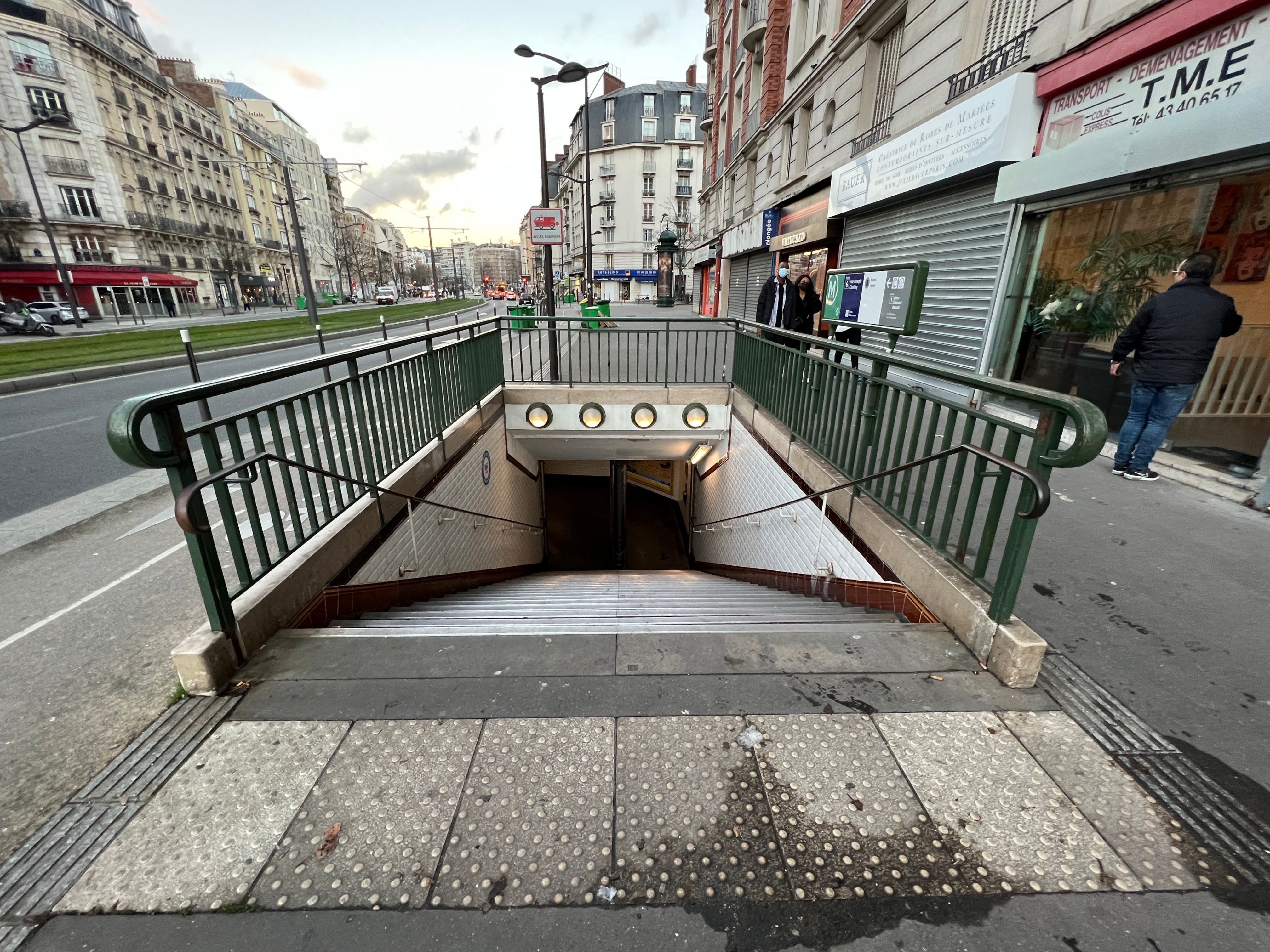
L'accès no 6 « Rue Joseph-Chailley ».

### Quais

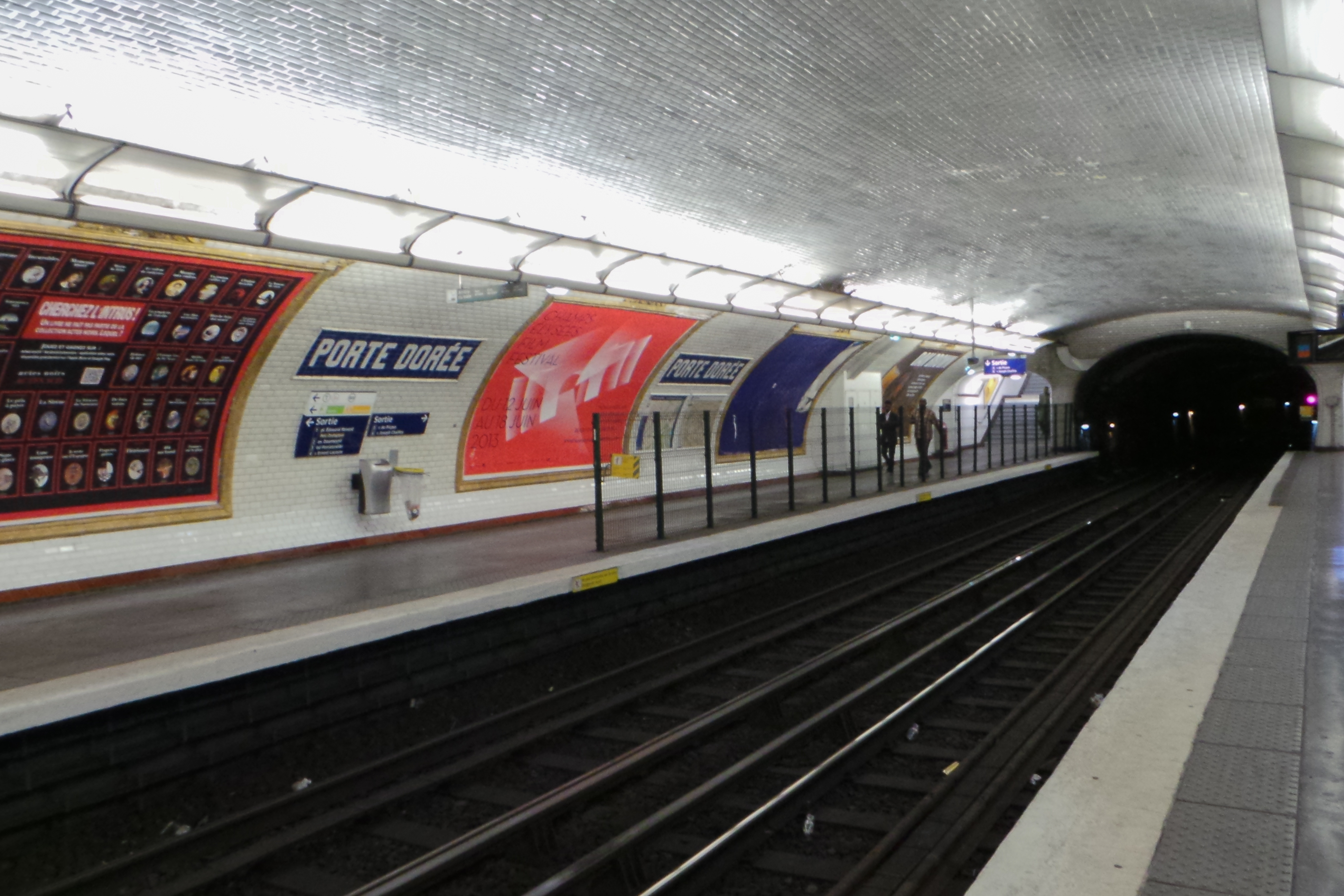
Quais de la station.

Porte Dorée est une station de configuration standard : elle possède deux quais séparés par les voies du métro et la voûte est elliptique. La décoration est du style utilisé pour la majorité des stations du métro : les bandeaux d'éclairage sont blancs et arrondis dans le style « Gaudin » du renouveau du métro des années 2000, et les carreaux en céramique blancs biseautés recouvrent les pieds-droits, la voûte et les tympans. Les cadres publicitaires sont en faïence de couleur miel et le nom de la station est également en faïence. Les sièges sont du style « Motte » de couleur orange.
Cette décoration est ainsi totalement identique à celle de la station voisine, Michel Bizot.

### Intermodalité
La station est desservie par les lignes 46 et 201 du réseau de bus RATP, ainsi que par la ligne N33 du réseau Noctilien. Depuis le 15 décembre 2012, elle est également desservie par la ligne 3a du tramway d'Île-de-France.

## À proximité
- Porte Dorée
- Foire du Trône
- Bois de Vincennes (pelouse de Reuilly)
- Palais de la Porte-Dorée :
  - Musée de l'Histoire de l'immigration
  - Aquarium tropical du palais de la Porte-Dorée
- Parc zoologique de Paris